# Trofeo Valle d'Aosta 2008
Il IV Trofeo Valle d'Aosta si è svolto dall'11 al 14 giugno 2008 a Courmayeur, in Italia. Al torneo hanno partecipato 4 squadre nazionali e la vittoria finale è andata par la prima volta all'Italia.

## Squadre partecipanti
- Francia
- Germania
- Italia
- Russia

## Podio

### Campione
Formazione: 1 Sara Anzanello, 2 Giulia Decordi, 4 Enrica Merlo, 6 Ilaria Garzaro, 7 Martina Guiggi, 9 Manuela Secolo, 11 Serena Ortolani, 12 Francesca Piccinini, 13 Francesca Ferretti, 15 Antonella Del Core, 16 Natalia Viganò, 17 Simona Gioli, 18 Giulia Rondon, CT: Massimo Barbolini

### Secondo posto
Formazione: 1 Maren Brinker, 3 Denise Hanke, 4 Kerstin Tzscherlich, 5 Berit Kauffeldt, 8 Cornelia Dumler, 10 Anne Matthes, 12 Stephanie Karg, 14 Lena Möllers, 15 Saskia Hippe, 16 Margareta Kozuch, 17 Dominicie Steffen, 18 Corina Ssuschke, CT: Giovanni Guidetti

### Terzo posto
Formazione: 1 Marija Borodakova, 4 Ol'ga Fateeva, 6 Marija Žadan, 7 Natal'ja Safronova, 9 Svetlana Krjučkova, 10 Julija Sedova, 14 Lesja Machno, 15 Tat'jana Košeleva, 16 Elena Irisova, 17 Natal'ja Kulikova, 18 Marina Akulova, CT: Marco Breviglieri

## Classifica finale
| Classifica | Squadre  |
| ---------- | -------- |
|            | Italia   |
|            | Germania |
|            | Russia   |
| 4          | Francia  |

## Premi individuali
- MVP: Serena Ortolani
- Miglior schiacciatrice: Margareta Kozuch
- Miglior muro: Christina Bauer
- Miglior palleggiatrice: Francesca Ferretti
- Miglior libero: Enrica Merlo